# 高身光鰓魚
高身光鰓魚（學名：Chromis alta），又稱高身光鰓雀鯛，是輻鰭魚綱鱸形目雀鯛科光鰓魚屬的其中一種，分布於東太平洋墨西哥及加拉巴哥群島海域，深度30至150公尺，本魚體呈橢圓形而側扁，成鱼為深褐色，從背鰭基部至尾鰭上半部白色成帶狀，眼睛上緣為亮藍色；幼魚體為藍色，體側具數量亮藍色縱紋，背鰭及臀鰭基部白色成帶狀，背鰭硬棘13枚、背鰭軟條12-14枚、臀鰭硬棘2枚、臀鰭軟條12-13枚，體長可達13公分，棲息在珊瑚礁及岩礁，以浮游生物為食，繁殖期時成對出現，雄魚會守護卵直到孵化，生活習性不明。